# Sesarma curacaoense
Sesarma curacaoense är en kräftdjursart som beskrevs av De Man 1892. Sesarma curacaoense ingår i släktet Sesarma och familjen Sesarmidae. Inga underarter finns listade i Catalogue of Life.